# أرجمون مفلطح القرون
أرجمون مفلطح القرون (الاسم العلمي:Argemone platyceras) هو نوع من النباتات يتبع جنس الأرجمون من الفصيلة الخشخاشية.